# Anandi Joshi

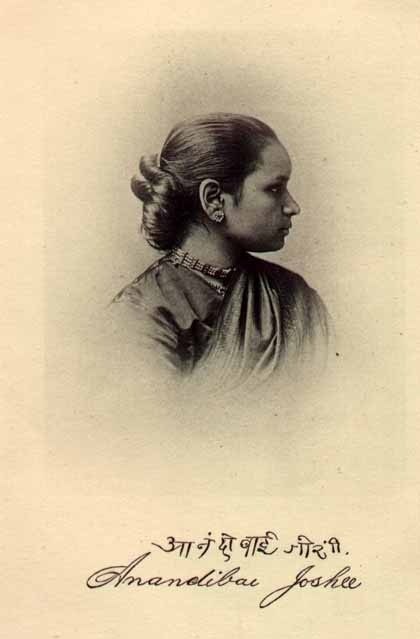
Foto van Anandi Gopal, met daarop haar handtekening

Anandibai Gopaltrao Joshi (Pune, 31 maart 1865 - Kalyan, 26 februari 1887) was een van de eerste vrouwelijke artsen in India. Zij was de eerste vrouw uit het voormalige gewest Bombay die in de Verenigde Staten ging studeren om een tweejarige graad in de Westerse geneeskunde te behalen.
Er zijn verschillende variaties op haar naam, waaronder Anadibai Joshi en Anandi Gopal Joshi, waarbij Gopal afgeleid is van Golpakao, de voornaam van haar echtgenoot. Joshi heette oorspronkelijk Yamuna en werd in Pune (Maharastra) geboren. Later groeide ze op in Kalyan, waar haar familie grond bezat, voordat ze financiële verliezen leden. Zoals in die tijd gebruikelijk was en omdat ze door haar moeder onder druk werd gezet, werd ze op haar negende jaar uitgehuwelijkt aan Goplarao Joshi, een weduwnaar die bijna twintig jaar ouder was dan zij. Na haar huwelijk gaf haar echtgenoot haar de naam 'Anandi'. Gopalroa Joshi werkte als postbode in Karnan. Hij werd later overgeplaatst naar Alibag en uiteindelijk naar Calcutta (Kolkata). Hij was een progressief denker en een voorstander van vrouweneducatie, iets wat in die tijd ongebruikelijk was. In tegenstelling tot andere mannen van zijn tijd, die hun vrouwen sloegen omdat ze bijvoorbeeld niet gekookt hadden, sloeg Gopatrao zijn jonge vrouw als ze niet gestudeerd had, want hij was gebrand op het idee dat zijn vrouw medicijnen zou gaan studeren.
Op veertienjarige leeftijd schonk Anandibai het leven aan en jongetje, maar door het ontbreken van medische zorg leefde het kind slechts tien dagen; dit werd een keerpunt in het leven van Anandibai en het inspireerde haar om arts te worden.

## Studentenleven
Haar echtgenoot moedigde haar aan om medicijnen te gaan studeren. In 1880 stuurde hij een brief aan Royal Wilder, een bekende Amerikaanse zendeling, waarin hij aangaf dat zijn vrouw interesse had in de studie medicijnen in de Verenigde Staten, en tegelijkertijd informeerde naar een geschikte betrekking voor hemzelf.
Wilder publiceerde de brief in zijn 'Missionary Review' (overdenking) van de Princeton-universiteit. Toevallig las Theodicia Carpenter het bericht terwijl ze bij de tandarts wachtte. Onder de indruk van zowel Anandi's verlangen om medicijnen te studeren als Gopalrao's steun voor zijn vrouw, schreef ze hen en bood Anandibai onderdak in Amerika aan.
Terwijl het echtpaar Joshi nog in Calcutta was, ging de gezondheid van Anandibai achteruit. Ze had last van zwakte, aanhoudende hoofdpijn, af en toe koorts en soms ademnood. Theodicia stuurde haar vanuit Amerika medicijnen, maar die hadden geen resultaat. In 1883 werd Goplarao overgeplaatst naar Serampore en hij besloot Anandibai, ondanks haar slechte gezondheid, alleen naar Amerika te sturen voor haar studie medicijnen. Hoewel ze ongerust was, overtuigde Gopalrao haar om een voorbeeld te stellen voor anderen vrouwen door verder te gaan studeren.
Een doktersechtpaar met de naam Thorborn stelde voor dat Anandibai zich zou inschrijven bij de Medische Faculteit voor Vrouwen in Pennsylvania. Toen de orthodoxe Indiase samenleving hoorde dat ze plannen had zich verder te ontwikkelen in het Westen, werd ze sterk veroordeeld.
Anandibai sprak de gemeenschap toe vanuit de aula van Serampore College en gaf een toelichting op haar besluit om naar Amerika te gaan en daar een medische graad te behalen. Ze besprak de vervolging waaronder zij en haar echtgenoot gebukt gingen. Ze benadrukte de behoefte aan vrouwelijke artsen in India en besprak haar voornemen om een Medisch College voor vrouwen in India op te richten Anandibai Medical College. Haar toespraak kreeg publiciteit en financiële donaties stroomden binnen vanuit heel India.

## In de Verenigde Staten

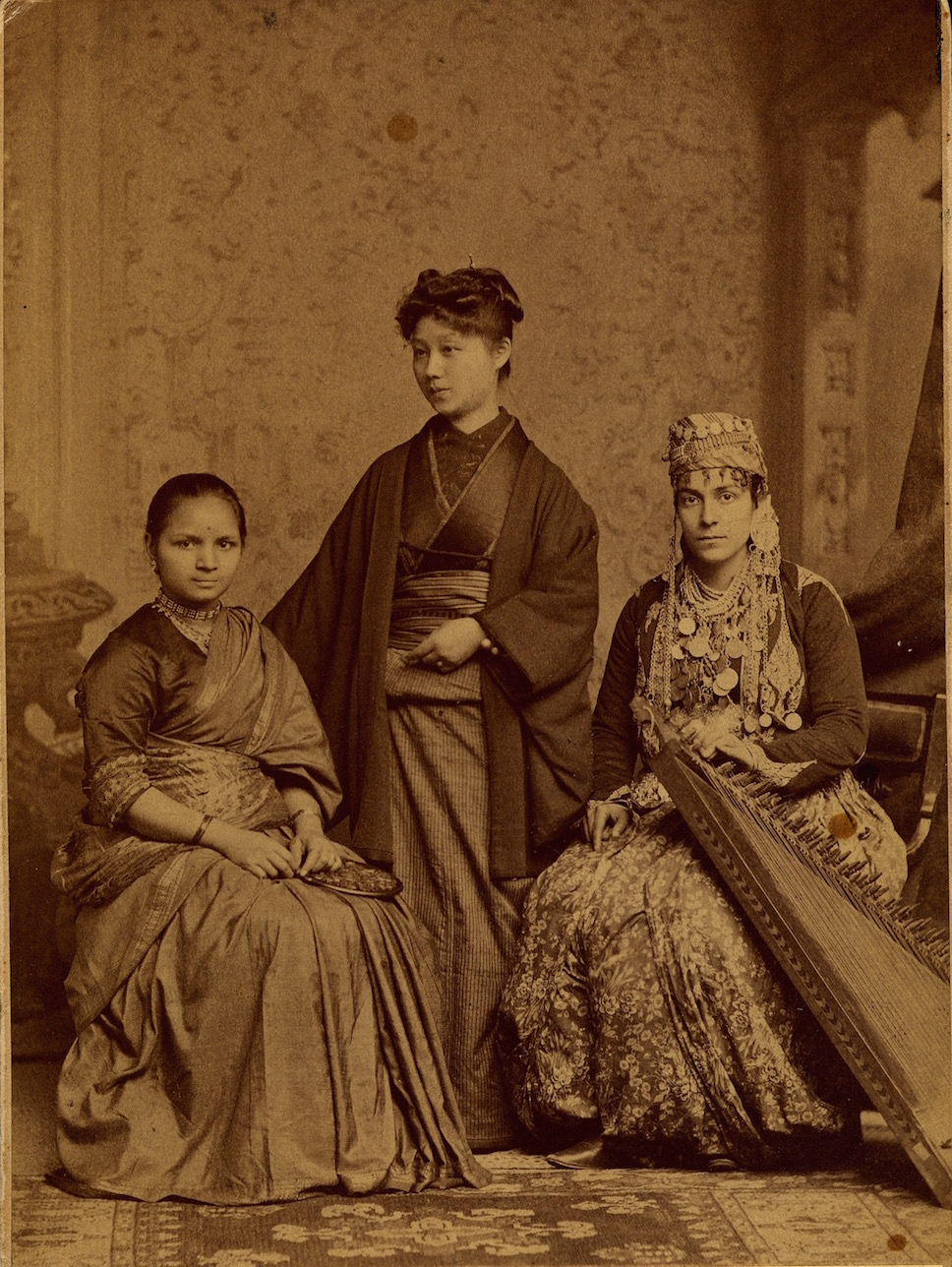
In 1886 studeerde Anandibai Joshi af aan het Medisch College voor vrouwen in Pennsylvania. Op de foto samen met Kei Okami (in het midden) en Tabat Islambody (rechts). Ze voltooiden alle drie hun medische studie en ieder van hen was de eerste vrouw in haar eigen land die een graad in de Westerse geneeskunde behaalde.

Anandibai reisde per schip van Calcutta naar New York, en werd begeleid door twee vrouwelijke kennissen van de Thorborns. In New York werd ze in juni 1883 ontvangen door Theodicia Carpenter. Anandibai schreef het Medische College voor Vrouwen in Pennsylvania aan, met de vraag of ze toegelaten kon worden tot hun medische programma dat de tweede medische opleiding ter wereld voor vrouwen was.
Rachel Bodley, voorzitter van de faculteit, registreerde haar. Anandibai begon haar medische opleiding op negentienjarige leeftijd. In Amerika verslechterde haar gezondheid door het koude weer en een voor haar ongewoon eetpatroon. Ze liep tuberculose op. Desondanks studeerde ze op 11 maart 1885 af en kreeg de titel M.D. (Doctor of Medicine). Het onderwerp van haar proefschrift was 'Verloskunde onder de Arische Hindoes'. Bij haar afstuderen ontving ze een felicitatieboodschap van koningin Victoria.

## Terugkeer naar India
Eind 1886 keerde Anandibai terug naar India, waar ze groots onthaald werd. Het prinsdom Kolhapur benoemde haar als leidinggevende arts van de vrouwenvleugel van het plaatselijke Albert Edward Hospital.
Vroeg in het daaropvolgende jaar, op 26 februari 1887, stierf Anandibai aan tuberculose, nog voordat ze 22 werd. In heel India werd om haar dood gerouwd. Haar as werd naar Theodicia Carpenter gestuurd, die het bijzette op de familiebegraafplaats op de plattelandsbegraafplaats Poughkeepsie in New York.

## Nalatenschap
In 1888 schreef de Amerikaanse feministische schrijfster Caroline Wells Healy Dall een biografie over Joshi. Doordashan, een Indiase publieke omroep, zond een serie gebaseerd op haar leven uit in het Hindi, met de titel "Anandi Gopal", onder regie van Kamlakar Sarang. Shrikrishna Janardan Joshi schreef in zijn roman Anandi Gopal in het Marathi een fictief verslag over haar leven, dat bewerkt werd in een gelijknamig toneelstuk van Ram G. Joglekar. Anjali Kirtane heeft het leven van Anandibai Joshi uitvoerig onderzocht en heeft een boek in het Marathi geschreven met de titel "डॉ. आनंदीबाई जोशी काळ आणि कर्तृत्व" ("Dr. Anandibai Joshi, Kaal ani Kartutva: Dr. Anandibai Joshi, haar momenten en prestaties"), dat enkele zeldzame foto's van Anadibai Joshi bevat.
Het Instituut voor Onderzoek en Documentatie in Sociale Wetenschappen (IRDS), een niet-gouvernementele organisatie uit Lucknow, heeft de Anandibai Joshi Award voor Geneeskunde ontvangen voor zijn vroege bijdrage om de vooruitgang van de medische wetenschap in India te bevorderen. De regering van Maharashtra heeft namens Anandibai een beurs in het leven geroepen voor jonge vrouwen die werkzaam zijn op het gebied van vrouwengezondheid.
Op 31 maart 2018 heeft Google Anandibai Joshi geëerd met een Google Doodle ter ere van haar 153ste geboortedag.